# Åke Hansson (Tott)
Åke Hansson (Tott), född tidigast 1474, död 27 augusti 1510, var en svensk riddare.
Åke Hansson var son till Hans Åkesson (Tott) och Kristina Eriksdotter (Gyllenstierna). Han blev riddare 1497 och anslöt sig 1501 till Sten Sture den äldres och Svante Nilssons uppror mot kung Hans. Under de följande årens krigshändelser innehade han befäl i västra Sverige och vann stor ryktbarhet. Han kunde dock inte hindra att Örestens fästning som han hade som förläning brändes 1502. Först 1507 fick han en ny slottsförläning, Örebro slott. Vid ett anfall mot Skåne 1510 stupade Åke Hansson i ett fältslag strax söder om riksgränsen.